# Stazione di Firenze Cascine
Stazione di Firenze Cascine vasútállomás Olaszországban, Firenze településen.

## Vasútvonalak
Az állomást az alábbi vasútvonalak érintik:
- Pisa–Firenze-vasútvonal

## Kapcsolódó állomások
A vasútállomáshoz az alábbi állomások vannak a legközelebb:
- Stazione di Firenze Rifredi
- Stazione di Le Piagge
- Stazione di Firenze Porta al Prato